# Virgílio Correia (político)
Virgílio Alves Correia Neto (Cuiabá, 21 de janeiro de 1908 — Cuiabá, 28 de janeiro de 1993) foi um médico, professor e político brasileiro que ocupou o cargo de deputado federal pelo estado do Mato Grosso.

## Dados biográficos
Filho de Estevão Alves Correia e Elvira Alves Correia. Médico formado pela Universidade Federal do Rio de Janeiro com especialização em bioestatística, foi professor de Física e Química e diretor do Liceu Cuiabano ao retornar ao seu estado. Em sua trajetória profissional foi assistente-técnico sanitarista e diretor-geral do Departamento de Saúde Pública de Mato Grosso, além de integrar o Conselho Penitenciário deste estado e também a Academia Mato-Grossense de Letras.
Seu pai foi governador de Mato Grosso entre 1924 e 1926, sendo que Virgílio Correia ingressou no PSD no final do Estado Novo e por esta legenda foi eleito deputado estadual em 1947 e durante seu mandato alternou-se como presidente da Assembleia Estadual Constituinte, promulgando a Carta Magna estadual em julho daquele ano, e presidente da Assembleia Legislativa de Mato Grosso. Eleito deputado federal em 1950, retornou para a medicina ao deixar a Câmara dos Deputados.

## Quadro sinótico
| Ano  | Cargo                             | Votos | Partido | Resultado | Ref.  |
| ---- | --------------------------------- | ----- | ------- | --------- | ----- |
| 1947 | Deputado estadual por Mato Grosso | 1.120 | PSD     | Eleito    | [ 1 ] |
| 1950 | Deputado federal por Mato Grosso  | 3.406 | PSD     | Eleito    | [ 1 ] |